# Krzyżówki (Łódź)
Pour les articles homonymes, voir Krzyżówki.
Krzyżówki (prononciation [kʂɨˈʐufki]) est un village de la gmina de Szczerców, du powiat de Bełchatów, dans la voïvodie de Łódź, situé dans le centre de la Pologne.

## Administration
De 1975 à 1998, le village était attaché administrativement à l'ancienne voïvodie de Piotrków.

Depuis 1999, il fait partie de la nouvelle voïvodie de Łódź.